# Croix de cimetière de Verseilles-le-Haut
La croix de cimetière de Verseilles-le-Haut est située sur la commune Verseilles-le-Haut, près de Langres, dans la Haute-Marne. Cette croix est inscrite monument historique.

## Architecture
Cette croix du XVe siècle est située dans le cimetière communal.

## Galerie photos

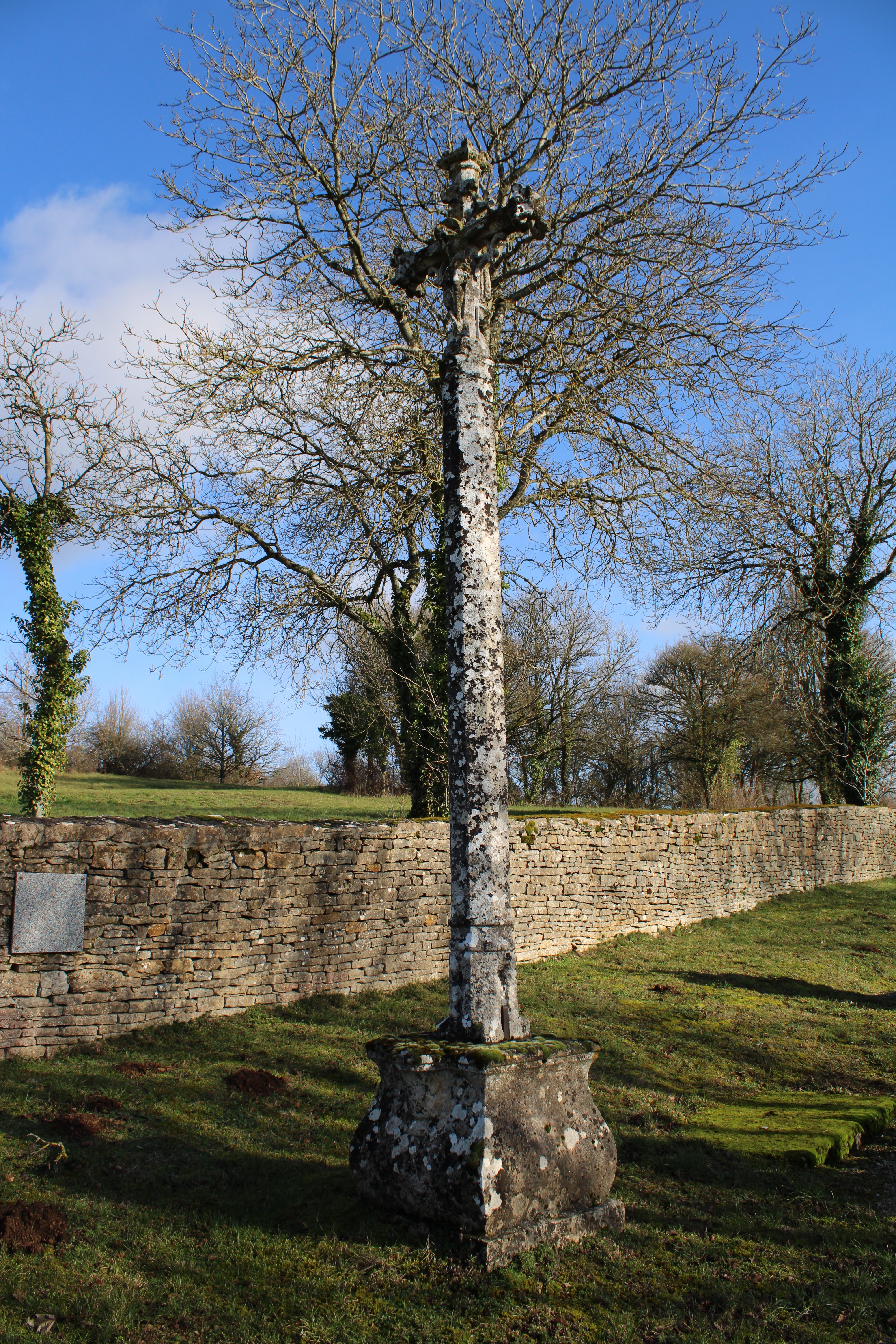
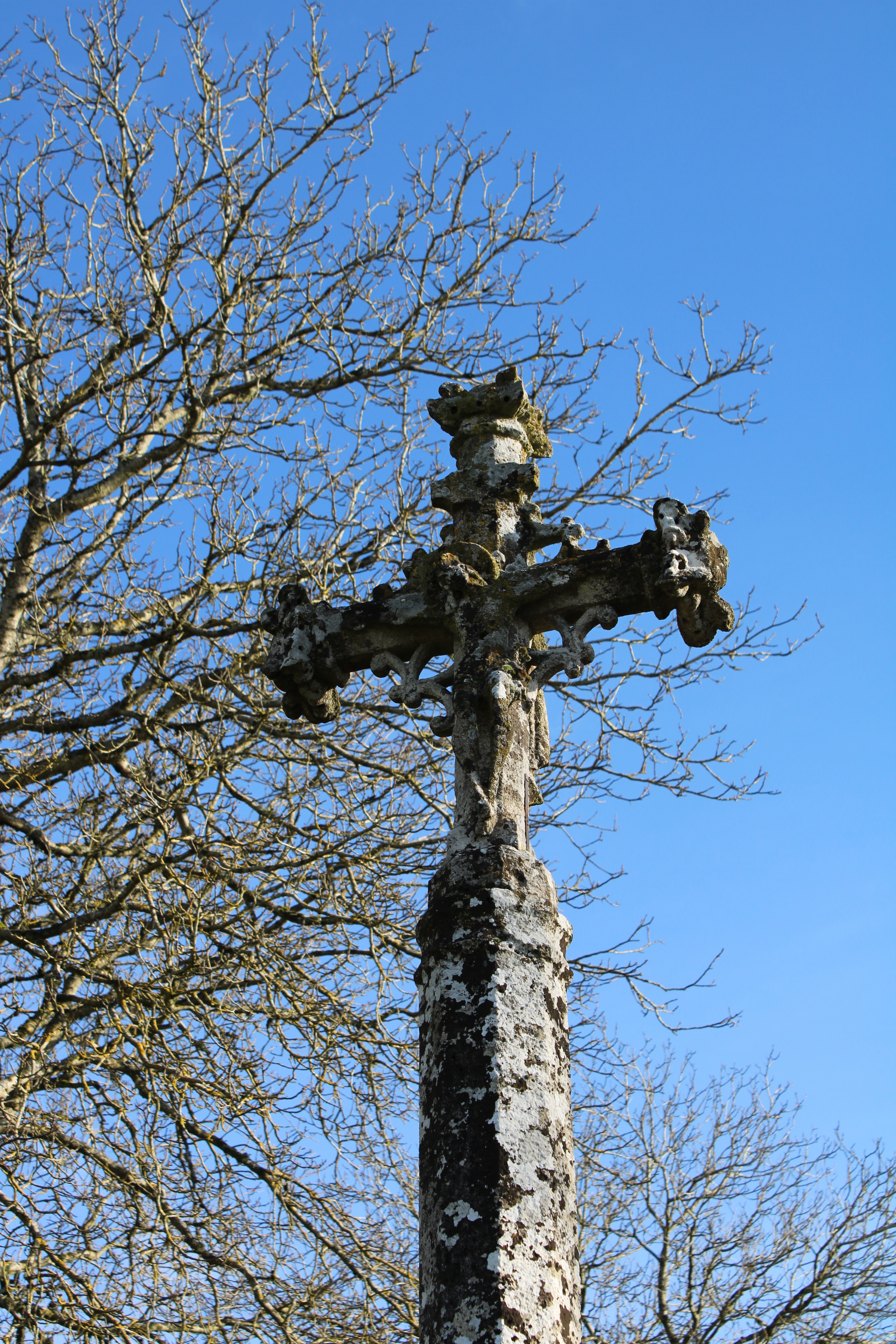
>
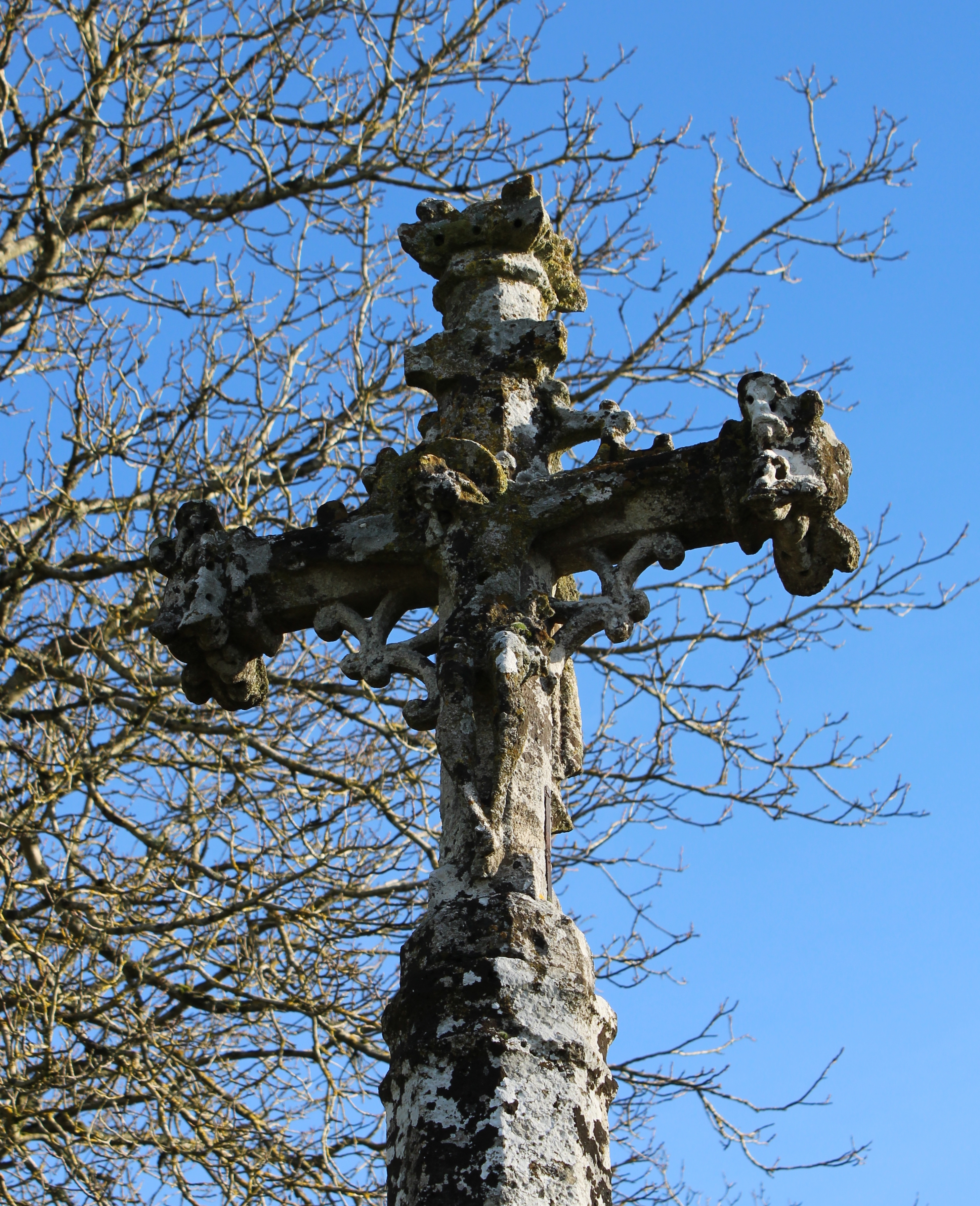
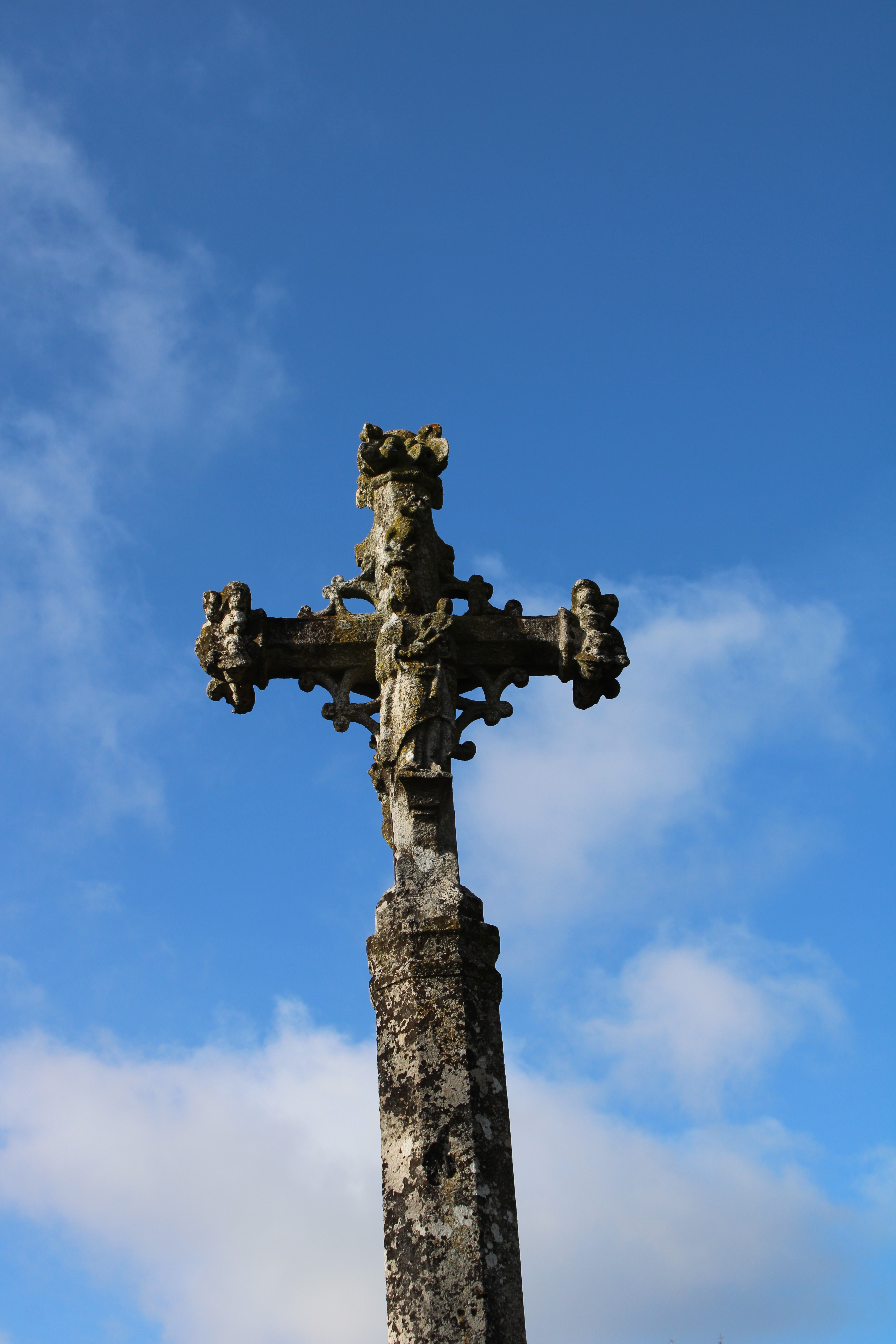
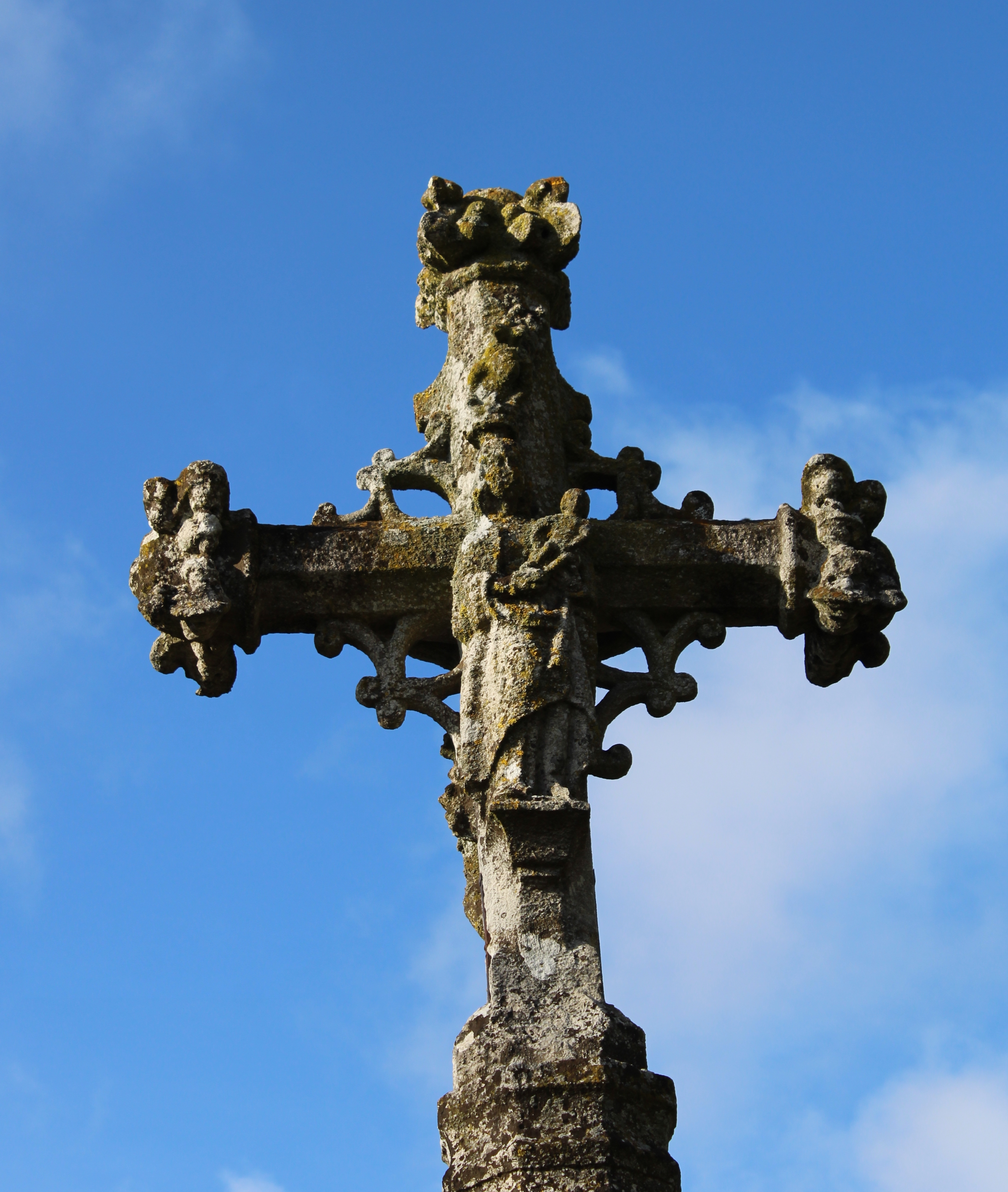